# Museo de Bellas Artes de Pau

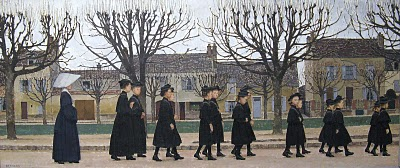
Louis-Maurice Boutet de Monvel, El pensionado de Nemours, 1909.

El Museo de Bellas Artes de Pau (Francia) es un museo municipal de la ciudad de Pau  (Pirineos Atlánticos). Fundado en 1864 por iniciativa de la Sociedad bearnesa de amigos de las artes, es el segundo museo en importancia de Aquitania, tras el Museo de Bellas Artes de Burdeos.

## El edificio
Inaugurado en 1931, el edificio del museo es obra del arquitecto Jacques Ruillier (1901-1986). Es un ejemplo perfecto del estilo de la década de 1930. Su planta en cruz griega se inspira en el arte bizantino, mientras que la fachada exterior es un recordatorio de la arquitectura griega antigua : pilastras que sobresalen y cornisas decoradas con un friso dórico y adornadas con triglifos. Destaca en uno de sus laterales un peristilo.

## Las colecciones

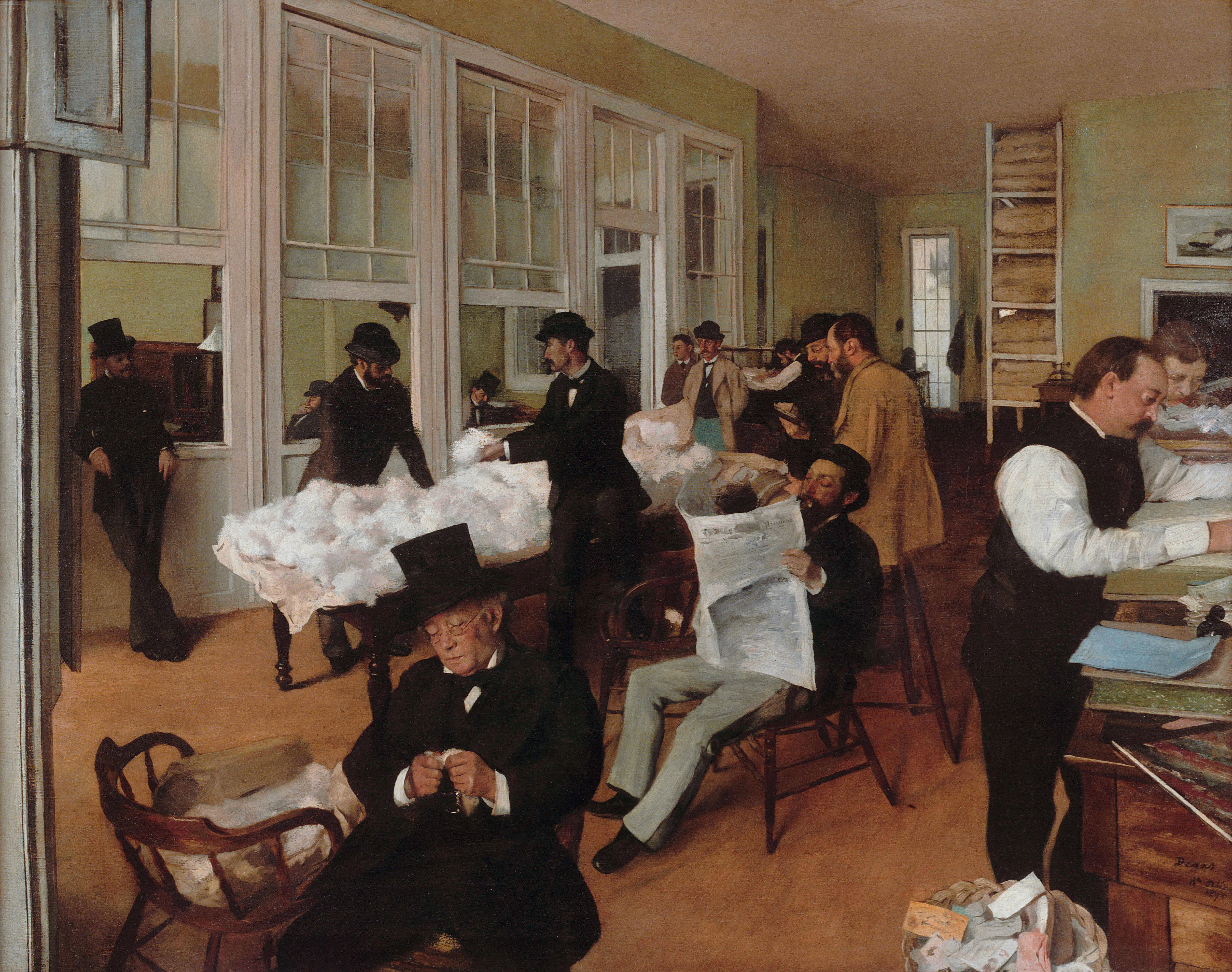
Edgar Degas, Despacho de algodón en Nueva Orleans, 1873.

Las colecciones de pinturas del museo son de una gran riqueza, sobre todo gracias al legado de Louis La Caze (1798-1869), que en 1872 donó al museo 30 cuadros de grandes maestros: Zurbarán, Bassano o Jordaens. De manera general, se puede decir que el museo hace un repaso de la pintura occidental desde el siglo XVI hasta la época contemporánea. Así, muestra obras de las grandes escuelas europeas de pintura : la escuela italiana - con Andrea Solari (Santa Familia), Pietro della Vecchia, Simone Cantarini, Giulio Carpioni, Carlo Maratta, Luca Giordano, con uno Filósofo salido de la célebre serie de retratos que pintó sobre este asunto, Giovanni Battista Piazzetta, Francesco Trevisani o Gaspare Traversi. La escuela española está representada con grandes nombres como José de Ribera y su San Jerónimo, El Greco con un San Francisco recibiendo los estigmas, Francisco de Zurbarán (Felipe de Guimaran, Padre de las Gracias), pero también de las pinturas de Alonso Cano o Juan Carreño de Miranda. Las escuelas flamencas y holandesas del siglo XVII están representadas por pintores como Jan Lievens, Nicolaes Berchem, Bartholomeus van der Helst, Jan van Huysum, Jan Miel, Pieter Neefs (el Joven), Pedro Pablo Rubens (con dos telas que fueron objeto de tapicerías : Achille vencedor de Héctor y Thetis recibe de Vulcano las armas de Aquiles, así como un bosquejo en grisalla : El juicio final), Jacob Jordaens, David Teniers el Joven, Jan Brueghel el Viejo (La entrada por el arco) y Frans Francken el Joven.
La escuela francesa, sobre todo del siglo XVIII, está representada con obras de Troy, Largillière, Natoire, Oudry, Nattier, Van Loo o Hubert Robert (El incendio de la ópera del Palacio Real y Las cascadas de Tivoli). 

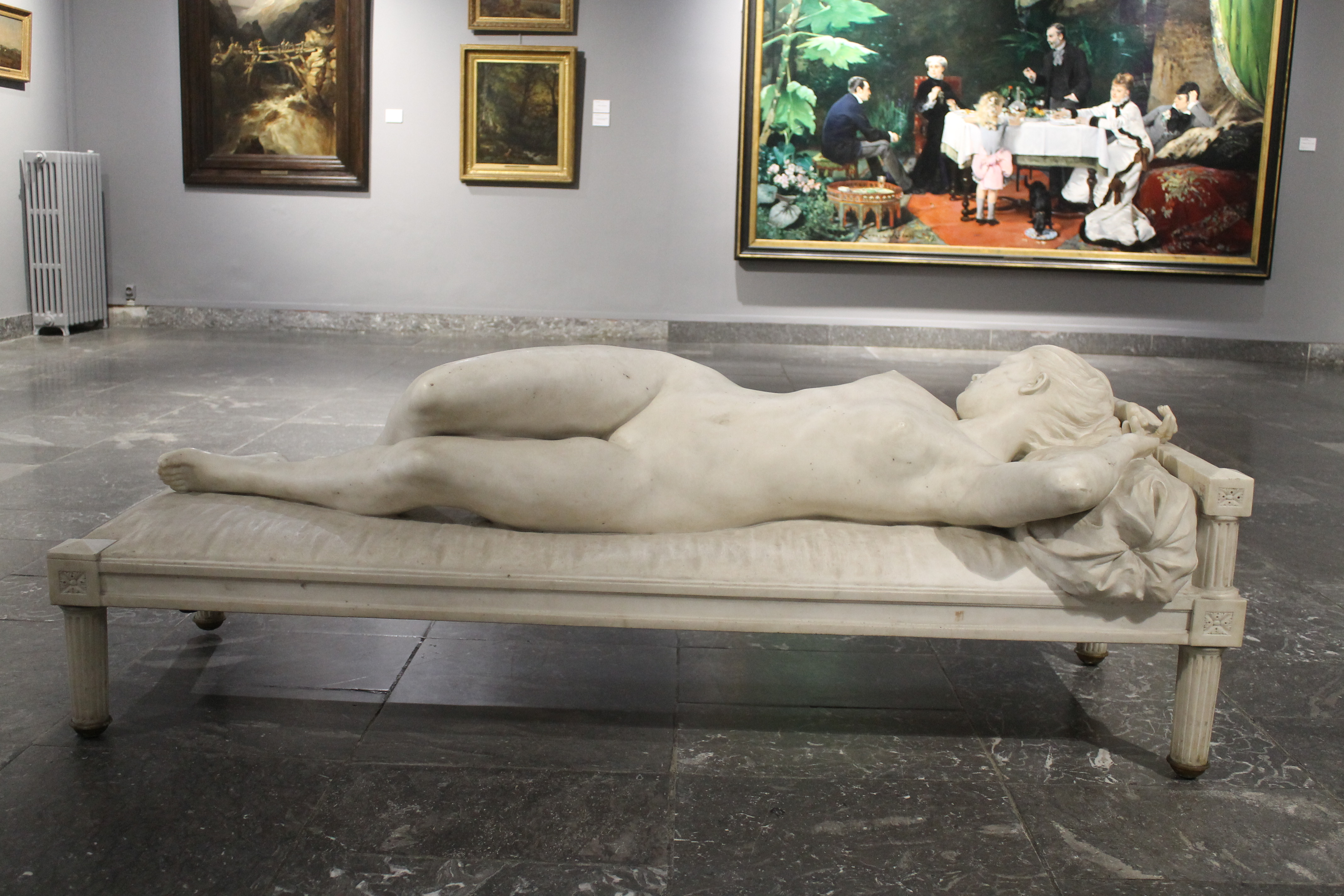
Le Repos (1892), de Alfred Boucher, mármol. Museo de Bellas Artes de Pau.

El siglo XIX, esencialmente francés, está representado a la vez en sus corrientes académicas y renovadoras (impresionismo, simbolismo...) con pintores como François Marius Granet, Jean-Baptiste Carpeaux, Eugène Isabey, Eugène Devéria, Camille Corot, Edgar Degas y su célebre Despacho de algodón en Nueva Orleans, Eugène Boudin, Albert Lebourg, Henri Fantin-Latour, Eugène Carrière, Berthe Morisot y Édouard Vuillard. En escultura, destaca la obra Le repos (1892), de Alfred Boucher.
Del siglo XX encontramos pintores como Kees van Dongen (Retrato de Anne Diriart, 1924), André Lhote, Lucien Simon y Albert Marquet. Finalmente, la pintura contemporánea desde 1960 está representada por Raymond Guerrier y Jean-Jacques Morvan.

## Exposiciones
En marzo de 2010 el museo de Pau albergó la exposición 'Picasso. Arte y Arena'. Durante dos meses se exhibieron 39 obras de temática taurina realizadas por el pintor Pablo Ruiz Picasso, gracias a un convenio entre la Fundación Picasso-Casa Natal y el Museo de Bellas Artes de Pau.
Entre septiembre y diciembre de 2014, el museo acogió la muestra ‘L´éternel féminin’, 66 grabados de Picasso pertenecientes a los fondos de la Fundación Picasso de Málaga.